# Ruffle (Software)
Ruffle ist ein Open-Source-Emulator zur Wiedergabe von Adobe Flash (SWF)-Animationsdateien.
Nachdem der Adobe Flash Player im Januar 2021 eingestellt worden war, begannen einige Webseiten, Ruffle als Übergangslösung zu nutzen, um weiterhin veraltete Flash-Inhalte zugänglich zu machen.
Durch die Integration von Ruffle konnten Nutzer Flash-Animationen und -Spiele direkt im Browser ausführen, ohne auf unsichere oder nicht mehr unterstützte Software angewiesen zu sein. Besonders Archive, Bildungsplattformen und Retro-Webseiten profitierten von dieser Lösung.

## Funktionen
Ruffle wurde in der Programmiersprache Rust entwickelt und kommt mit einer Desktopanwendung und einer Webanwendung. Webseitenbetreiber können Ruffle mit Hilfe von Javascript einbinden. Auch besteht die Möglichkeit, dass Anwender eine Browsererweiterung installieren, um somit Ruffle auf jeder beliebigen Webseite verwenden zu können.
Die Webanwendung funktioniert mit Hilfe von Rust, welches in WebAssembly kompiliert wird, und ermöglicht somit das Ausführen von Flash innerhalb einer Sandbox. Dies hat somit eine deutliche Verbesserung, im Vergleich zum Original, welches deutliche Sicherheitsprobleme hatte, zur Folge.
Die Desktopanwendung bringt eine Grafische Benutzeroberfläche (GUI) mit, die es einem ermöglicht SWF Dateien zu importieren und zu öffnen. Die Anwendung ist sowohl auf Windows als auch auf macOS und Linux erhältlich, während die Browsererweiterungen für Firefox und wie auch für Chromium-basierte Browser zur Verfügung steht.
Seit Februar 2025 unterstützt Ruffle den Großteil der alten, auf ActionScript 1.0 und 2.0 basierten, Adobe-Flash-Inhalte, da bereits 95 % der Sprache und 79 % der API in Ruffle eingebaut wurde.

## Geschichte

### Hintergrund
Adobe kündigte 2017 an, die Unterstützung für den Flash Player zum 1. Januar 2021 einzustellen und stattdessen die Nutzung von HTML5 zu fördern. Im selben Jahr begann die New York Times, alte Webinhalte zu archivieren, damit Leser Webseiten in ihrer ursprünglichen Form betrachten können. Heute verwendet sie Ruffle, um alte Flash-Inhalte wiederzugeben.
Adobe begann am 12. Januar 2021, die Nutzung von Flash Player-Versionen neuer als 32.0.0.371 mithilfe eines Kill-Switches zu blockieren. Zahlreiche Webseiten, darunter auch staatliche und Bildungsplattformen, waren auf die Abschaltung nicht vorbereitet und stellten abrupt ihren Betrieb ein.

### Ruffle
Mike Welsh, der bis 2012 bei Newgrounds tätig war, arbeitete zuvor an einem Open-Source-Projekt namens Swivel, das dazu diente, Flash-Inhalte in Videos zu archivieren.
Im Jahr 2016 startete Mike Welsh ein Projekt namens Fluster, das später in Ruffle umbenannt wurde. Dieses entwickelte sich nun zu einem Flash-Player-Emulator mit einem Desktop- und Web-Client.
Ruffle wird unter anderem vom Internet Archive benutzt, um Flash-Inhalte darzustellen.